# Ordovic giữa
Ordovic giữa hay Ordovic trung là một thống hay thế địa chất ở giữa trong địa thời học của kỷ Ordovic trên Trái Đất. Thống này kéo dài từ khoảng 471,8±1,6 tới 460,9±1,6 triệu năm trước (Ma). Thống hay thế Ordovic giữa nằm ngay trên tầng Flo của thống/thế Ordovic sớm và nằm ngay dưới tầng Sandby của thống/thế Ordovic muộn cùng kỷ.

## Phân chia
Theo truyền thống, Ordovic giữa được phân chia thành các tầng Llanvirn và Llandielo nhưng sự phân chia này đã bị thay thế thành 2 tầng mới hơn gọi là tầng Đại Bình và tầng Darriwil.
Hiện tại, vào năm 2008, thống Ordovic giữa được ICS chia thành 2 tầng từ trẻ nhất tới cổ nhất như sau:
- Thống Ordovic giữa
  - Tầng Darriwil
  - Tầng Đại Bình

## Tên gọi và GSSP
Các GSSP đã xác định trong thống Ordovic giữa là:
- Tầng Darriwil: Dựa trên tầng AEP184; 22 mét phía dưới đỉnh của thành hệ Ninh Quốc (宁国), phẫu diện Hoàng Nê Đường (黄泥塘), tại Công viên địa chất quốc gia Thường Sơn, trấn Thiên Mã (天马), 5 km phía nam huyện Thường Sơn (常山), địa cấp thị Cù Châu (衢州), phía tây tỉnh Chiết Giang, đông nam Trung Quốc. Tọa độ: 28°51′14″B 118°29′23″Đ / 28,85389°B 118,48972°Đ.
- Tầng Đại Bình: Ở độ sâu 10,57 m phía trên đáy của thành hệ Đại Loan (大湾), tức đáy của tầng SHod-16, phẫu diện Hoàng Hoa Trường (黄花场), làng Đại Bình (大坪), hương Hoàng Hoa (黄花), khu Di Lăng (夷陵), 22 km về phía đông bắc thành phố Nghi Xương, tỉnh Hồ Bắc, Trung Quốc. Tọa độ: 30°51′37,8″B 110°22′26,5″Đ / 30,85°B 110,36667°Đ

## Định nghĩa
Giới hạn dưới của tầng Đại Bình (cũng là giới hạn dưới của thống) là sự xuất hiện lần đầu tiên của động vật răng nón có danh pháp Baltoniodus triangularis. Giới hạn trên của tầng Darriwil với tầng Sandby là trước sự xuất hiện lần đầu tiên của loài bút thạch có danh pháp Nemagraptus gracilis.

## Sự sống
Trong thời kỳ này các biển nông và ấm che phủ phần lớn phần đất liền, và vì thế nó là quê hương của sự sống đại dương khá đa dạng. Bắc Mỹ khi đó nằm ở ven đường xích đạo, trong khi đó siêu lục địa phía nam cực là Gondwana bao gồm không chỉ Nam Mỹ, châu Phi, Ấn Độ, châu Nam Cực và Australia, mà cả Nam Âu.
Các cộng đồng bọ ba thùy (Trilobita) thống trị trong Tiền Ordovic được thay thế bằng các hệ sinh thái hỗn hợp hơn, trong đó động vật chân mang (Brachiopoda), động vật hình rêu (Bryozoa), động vật thân mềm (Mollusca) và động vật da gai (Echinodermata) tất cả đều thịnh vượng, san hô vách đáy (Tabulata) đa dạng hóa và san hô bốn tia (Rugosa) đã xuất hiện; bọ ba thùy không còn chiếm ưu thế như trước. Các dạng bút thạch (Graptolithina) phù du vẫn tiếp tục đa dạng, với Diplograptina đã xuất hiện. Xói mòn sinh học trở thành một tiến trình quan trọng, cụ thể là trong các lớp vỏ calcit dày của san hô, động vật hình rêu và động vật chân mang (tay cuộn), và trên các mặt cứng cacbonat hóa rộng lớn dưới đáy biển đã xuất hiện trong thời kỳ này.
Động vật có xương sống sớm nhất đã biết trong nhóm cá không hàm (Agnatha) là cá giáp (nhóm Ostracodermi) trong chi Arandaspis, có niên đại vào khoảng Trung Ordovic tại Australia.